# 黄庄节孝牌坊
黄庄节孝牌坊，位于山西省晋城市陵川县西河底镇黄庄村中。

## 保护
2013年1月，黄庄节孝牌坊公布为第三批晋城市文物保护单位，编号3-336。2021年8月4日，黄庄节孝牌坊公布为第六批山西省文物保护单位，古建筑类，编号6-228。